# Hennweiler
Hennweiler ist eine Ortsgemeinde im Landkreis Bad Kreuznach in Rheinland-Pfalz. Sie gehört der Verbandsgemeinde Kirner Land an.

## Geographie
Hennweiler liegt im südlichen Hunsrück. Nördlich der Gemeinde erhebt sich der Lützelsoon, westlich liegt das Hahnenbachtal, östlich liegt das Kellenbachtal. Wenige Kilometer südlich fällt der Hunsrück zum Nahetal (Richtung Pfalz) ab.
Zu Hennweiler gehören auch die Wohnplätze Algendellerhof und Schlößchen Wasem.

## Geschichte
Die Gemarkung von Hennweiler ist schon seit ältesten Zeiten besiedelt. Aufgrund archäologischer Forschungen kann dort die Ansässigkeit von Menschen bis in den Zeitraum von 600 bis 400 v. Chr. nachgewiesen werden.
Mit der römischen Besitznahme des linksrheinischen Raumes im letzten vorchristlichen Jahrhundert wurde in der Folgezeit das Kulturgut des keltisch-germanischen Mischvolkes der Treverer von römischem Kulturgut überlagert und angereichert. Verschiedene Bodenfunde aus keltischer und römischer Zeit bezeugen in Hennweiler die Besiedlung durch Angehörige dieser Kulturvölker.
Der Ortsname geht wahrscheinlich auf den Namen eines fränkischen Siedlers zurück, der sich „Hagano“ oder „Hano“ nannte und im Zuge der fränkischen Landnahme (6./7. Jahrhundert) hier eine Siedlung gründete oder einer bestehenden Siedlung durch Umbenennung seinen Namen gab.
Die erste urkundliche Erwähnung des Dorfes stammt aus dem Jahr 992, als König Otto III. unter der Federführung des Mainzer Erzbischofs Willigis das Königsgut „Hanenwilare“ dem kurz zuvor errichteten Stift St. Stephan in Mainz schenkte.
Es ist sehr wahrscheinlich, dass unter dem Einfluss dieses Stiftes die Erbauung der Pfarrkirche als Mutterkirche im Pfarrbezirk Hennweiler erfolgte. Dieser Bezirk war im Mittelalter mit der Vogtei Hennweiler identisch, die – als ein Gerichts- und Verwaltungsbezirk – die Orte Hennweiler, Oberhausen, Guntzelnberg, Rode, Heinzenberg und den Eigener Hof umfasste. Die Siedlungen Guntzelnberg und Rode – an der Grenze zum Hahnenbacher und Bruschieder Bann – wurden vermutlich schon vor dem Dreißigjährigen Krieg verlassen und wüst.
Die Vogtei Hennweiler war als Lehen der Grafen von Veldenz im  13./14. Jahrhundert an die Herren von Heinzenberg vergeben.
Dieser Verwaltungsbezirk bildete ab dem 16. Jahrhundert unter der Bezeichnung „Amt Hennweiler“ zusammen mit dem Bezirk „Amt Hahnenbach“ die Reichsherrschaft Wartenstein mit Verwaltungssitz auf Burg Wartenstein.
Im 16. Jahrhundert waren die Herren von Schwarzenberg, im 17./18. Jahrhundert die freiherrliche Familie von Warsberg die Ortsherren von Hennweiler.
Um die Mitte des 18. Jahrhunderts wuchs die Bevölkerung stark an und das Dorf erweiterte sich. Im Sommer 1781 brannte der Ort zu mehr als zwei Drittel ab. 1790/92 wurde das Kirchenschiff der Pfarrkirche neu erbaut.
Nach der französischen Besitzergreifung des linksrheinischen Raumes (1792/94) erfolgte die französische Verwaltungsreform (1798/1800/1802). Unter napoleonischer Herrschaft wurden die Einwohner staatsrechtlich Franzosen (1802–1813/14). Hennweiler war Bestandteil der Mairie Kirn im Arrondissement Simmern, das zum Departement Rhein-Mosel gehörte.
Der Eigener Hof war Ende des 18./Anfang des 19. Jahrhunderts ein beliebter Schlupfwinkel für Schinderhannes und seine Gefolgsleute. Hier wurde er am 12. April 1800 beinahe festgenommen.
Nach dem Ende der französischen Herrschaft und einer kurzen Übergangsverwaltung wurde der Ort 1817 in den preußischen Kreis Kreuznach im Regierungsbezirk Koblenz eingegliedert und die Mairie Kirn in Bürgermeisterei Kirn umbenannt. Seit 1858 bildeten die ihr angehörenden Landgemeinden eine eigene Landbürgermeisterei, die vom Bürgermeister der Stadt Kirn in Personalunion mitverwaltet wurde. Im Jahr 1896 wurde diese Personalunion aufgehoben.
Am 1. Oktober 1968 wurde die bisherige Bezeichnung der Gebietskörperschaft „Amt“ in Verbandsgemeinde umbenannt. Seit der Gebietsreform im Jahr 1969 wurde Hennweiler Bestandteil der Verbandsgemeinde Kirn-Land, der 20 Ortsgemeinden angehörten.
Bevölkerungsentwicklung
Die Entwicklung der Einwohnerzahl von Hennweiler, die Werte von 1871 bis 1987 beruhen auf Volkszählungen:
| Jahr | Einwohner |
| ---- | --------- |
| 1815 | 563       |
| 1835 | 686       |
| 1871 | 693       |
| 1905 | 779       |
| 1939 | 885       |

| Jahr | Einwohner |
| ---- | --------- |
| 1950 | 925       |
| 1961 | 1.082     |
| 1970 | 1.177     |
| 1987 | 1.211     |
| 1997 | 1.305     |

| Jahr | Einwohner |
| ---- | --------- |
| 2005 | 1.304     |
| 2011 | 1.247     |
| 2017 | 1.235     |
| 2023 | 1.192     |

## Politik

### Bürgermeister
Ortsbürgermeister ist Michael Schmidt. Bei der Kommunalwahl am 26. Mai 2019 wurde er mit einem Stimmenanteil von 81,60 % in seinem Amt bestätigt. Er wurde im Juni 2024 wiedergewählt.

### Wappen
| Wappen von Hennweiler | Blasonierung: „Schild gespalten, vorne in Schwarz ein silberner, goldgekrönter, -bewehrter und gezungter Löwe, hinten in Silber eine Orchidee Salep-Orchis (Orchis morio) mit grünen Wurzelknollen, grünem Stengel und sechs roten Blüten.“ |
| Wappen von Hennweiler | Wappenbegründung: Der Löwe nimmt Bezug zur Herrschaft Wartenstein (Trierer Lehen an von Warsberg). Die Orchidee steht in einer Waldwiese innerhalb der Gemarkung Hennweiler unter Naturschutz. Der Gemeinderat beauftragte am 30. August 1963 den Grafiker Brust, Kirnsulzbach, einen Entwurf für ein Gemeindewappen zu erarbeiten. In der Sitzung am 13. April 1965 nahm der Rat den vorgelegten Entwurf an. Nach Zustimmung durch das Staatsarchiv erteilte das Ministerium des Innern in Mainz am 14. Mai 1965 die Genehmigung zur Führung eines eigenen Wappens. |

## Freizeit
Durch Hennweiler verläuft der Lützelsoon-Radweg zwischen Kirn und Kirchberg.
Zu Wanderungen und Radtouren bieten sich der nahe Lützelsoon an.

## Persönlichkeiten
- Friedrich Wilhelm Wagner (1892–1931), Schriftsteller
- Tilman Röhrig (* 1945), Schriftsteller und Schauspieler